# Eickhorn

Eickhorn est une entreprise allemande spécialisée dans la coutellerie. Basée à Solingen, elle produit depuis au moins un siècle des couteaux, des baïonnettes et des machettes.

## Historique
Eickhorn a fourni à l'armée allemande le couteau de combat réglementaire KM2000.